# 레인보우 아일랜드 (비디오 게임)
《레인보우 아일랜드》(일본어: レインボーアイランド, 영어: Rainbow Islands: The Story of Bubble Bobble 2)는 1987년 타이토에서 출시한 아케이드용 스크롤 액션 게임이다.